# Magyar Könyvkiadók és Könyvterjesztők Egyesülése
A Magyar Könyvkiadók és Könyvterjesztők Egyesülése (rövidítése: MKKE) a magyar könyvkiadás és könyvkereskedelem piaci szervezete, e vonatkozásban Európa egyik legrégebbi szakmai társulása. Az MKKE-nek jelenleg 140 tagcége van.
A magyarországi könyvpiac publikációs és termelési értékének 92%-át megjelentető és előállító cégek alkotta önkéntes társulást hazai, külföldi, s vegyesvállalati tulajdonú cégek alkotják.

## Története

### A kezdetek
Első jogelődje, a Pesti Könyvárusok Grémiuma 1795-ben kezdte meg működését. 

### 1878-tól
1878-ban vette fel a Magyar Könyvkereskedők Egylete elnevezést. Az alapító közgyűlésen (1878. augusztus 21-én) 15 budapesti és 28 vidéki könyvkereskedő találkozott egymással. Elnökké Pfeifer Ferdinándot választották. A közgyűlést Aigner Lajos nyitotta meg. Arról beszélt, hogy a "könyvkereskedelem beteg test", és ahhoz, hogy a náluknál hatalmasabb erőkkel meg tudjanak küzdeni, erőiket egyesíteni kell. Az ezen a napon elfogadott alapszabály szövegét mindeddig nem sikerült felkutatni. Amit ismerünk, az 1889-ben módosított szöveg, amely szerint az egylet célja „a magyar könyvkereskedők és rokon ágak érdekeinek megóvása és jólétének előmozdítása”. Az alapszabályok elfogadását követően megválasztották az egylet tisztikarát: elnökül Pfeifer Ferdinándot, I. alelnökül Aigner Lajost, II. alelnökül Rosenberg Sámuelt, titkároknak Tettey Nándort és Zilahy Sámuelt nevezték ki.[forrás?]

### 1952 előtt
A nevet 1919-ben Magyar Könyvkiadók és Könyvkereskedők Országos Egyesületére módosították. A második világháború után Magyar Könyvkiadók és Könyvkereskedők Országos Egyesülete néven működött 1952-ig, amikor feloszlatták.

### 1968-tól
A Magyar Könyvkiadók és Könyvterjesztők Egyesülése 1968-ban alakulhatott újjá.

## Külföldi kapcsolatai
A Magyar Könyvkiadók és Könyvterjesztők Egyesülése volt az első a közép-európai országok között, amely 1988-ban megújíthatta teljes jogú tagságát a Kiadók Nemzetközi Egyesületében, az International Publishers Association-ben. 1996 óta vesz részt az IFRRO (International Federation of Reproduction Rights Organisations) munkájában. 1998-tól először társult tagként, majd 2001-től teljes jogú tagként nyert felvételt az Európai Könyvkereskedők Szövetségébe (European Booksellers Federation), valamint az Európai Könyvkiadók Szövetségébe (Federation of European Publishers).

## Szervezete
Az Egyesülés legfőbb döntéshozó szerve a cégvezetőkből álló Igazgatótanács. Az Elnökség 9 tagját, valamint az MKKE igazgatóját az Igazgatótanács titkos szavazással választja meg, miként a Felügyelő Bizottság, valamint az Etikai Bizottság 5-5 fős grémiumát.

### Elnökök
- 1972–1975 Sarlós László
- 2015–2017 Kocsis András Sándor[2]
- 2017–2018 Péterfy Gergely[3]
- 2018– Gál Katalin[4][5]

## Külső hivatkozások
- A Magyar Könyvkiadók és Könyvterjesztők Egyesülésének honlapja
- Révay József: A Magyar Könyvkiadók és Könyvkereskedők Országos Egyesületének ötven éve
- Hamvay Péter: Lapozzunk! Keresztury váltja Zentait a MKKE élén = Magyar Narancs 2015. október 8. (Hozzáférés: 2019. május 11.)

## Kapcsolódó oldalak
- Ünnepi könyvhét